# Gerard Butler
Gerard James Butler (ur. 13 listopada 1969 w Paisley) – szkocki aktor i producent filmowy, znany z ról w takich filmach jak Upiór w operze (2004), Beowulf – Droga do sprawiedliwości (2005), P.S. Kocham cię (2007), 300 (2007), Brzydka prawda (2009) czy Olimp w ogniu (2013).

## Życiorys

### Wczesne lata
Urodzony w Paisley w Szkocji jako syn Margaret Hanton i Edwarda Butlera. Dorastał wraz ze swoim starszym bratem Brianem i siostrą Lynn. Kiedy miał sześć miesięcy, jego rodzice przenieśli się do Montrealu w Kanadzie, lecz rodzinie nie powodziło się dobrze, ponieważ jego ojciec nie miał szczęścia w interesach. Jego rodzice rozwiedli się w roku 1971. Był wychowywany w domu katolickim przede wszystkim przez matkę, która później ponownie wyszła za mąż. Nie miał żadnego kontaktu z ojcem, dopiero gdy miał szesnaście lat miał z nim bliskie relacje. Jego ojciec zmarł na raka, gdy Gerard miał 22 lata.
Jako nastolatek uczył się w szkockim Youth Theatre. Studiował prawo/socjologię na Uniwersytecie w Glasgow w Szkocji. Był także prezesem szkolnego Towarzystwa Prawa. W tym czasie był też wokalistą zespołu Speed.

### Kariera
Po ukończeniu studiów wyjechał do Los Angeles, gdzie mieszkał przez półtora roku. Wtedy wystąpił jako statysta w filmie Bodyguard (1992) z Whitney Houston. Po powrocie do Szkocji rozpoczął staż w kancelarii prawniczej w Edynburgu, z której został zwolniony tydzień przed egzaminem końcowym. Przeniósł się do Londynu, gdzie imał się różnych zajęć, np. był kelnerem. Jego kariera aktorska rozpoczęła się, gdy podszedł w londyńskiej kawiarni i został dostrzeżony przez aktora i reżysera Stevena Berkoffa, który dał mu rolę na scenie w tragedii Szekspira Koriolan w teatrze Mermaid.
Zadebiutował na dużym ekranie w roli Archiego, młodszego brata Johna Browna (Billy Connolly), przyjaciela królowej Victorii (Judi Dench) w biograficznym dramacie historycznym Johna Maddena Jej wysokość pani Brown (Mrs. Brown, 1997). Podczas zdjęć do tego filmu uratował życie chłopcu topiącemu się w rzece Tay, za co został uhonorowany orderem męstwa “Certificate of Bravery”. Pojawił się niewielkich rolach w filmach: Jutro nie umiera nigdy (Tomorrow Never Dies, 1997) o przygodach Jamesa Bonda jako jeden z członków załogi na pokładzie Devonshire oraz Opowieść o mumii (Tale of the Mummy, 1998) Russella Mulcahy. Przełomem w karierze był telewizyjny film historyczny Attyla (Attila, 2001), gdzie zagrał tytułową postać Attyli.
Zdobył nagrodę MTV Movie Awards 2007 w kategorii najlepsza filmowa walka za rolę króla Leonidasa w adaptacji komiksu Franka Millera 300 (2007).
Prowadzi studio filmowe Evil Twins.

## Życie prywatne
Był nałogowym palaczem i (jak sam przyznał) próbował rzucić nałóg różnymi sposobami. W 2007 roku udało mu się to, kiedy w filmie P.S. Kocham cię wcielił się w postać Gerry’ego Kennedy’ego. W wywiadzie przyznał: Paliłem jak smok i nagle dostałem rolę mężczyzny, który umiera na nowotwór. Dzięki filmowi zacząłem rozmyślać o śmierci i zdałem sobie sprawę, że grałem z moim życiem w rosyjską ruletkę. Od tego czasu nie wziąłem papierosa do ust.

## Filmografia
- 1992: Bodyguard (Bodyguard, The) – statysta (niewymieniony w czołówce)
- 1997: Jutro nie umiera nigdy (Tomorrow Never Dies) – marynarz
- 1997: Jej wysokość pani Brown (Mrs. Brown) – Archie Brown
- 1998: Niewinne kłamstwa (Little White Lies) – Peter
- 1998: Opowieść o mumii (Tale of the Mummy) – Burke
- 1998: Fast Food – Jacko
- 1998: The Young Person's Guide to Becoming a Rock Star – Claymore (6 odcinków)
- 1999–2000: Lucy Sullivan wychodzi za mąż (Lucy Sullivan is Getting Married) – Gus (8 odcinków)
- 1999: Please! – Peter
- 1999: Pożegnalny pocałunek (One More Kiss) – Sam
- 1999: The Cherry Orchard – Yasha
- 2000: Uciec przed śmiercią (Harrison's Flowers) – Chris Kumac
- 2000: Ostatni raz (Shooters) – Jackie Junior
- 2000: Dracula 2000 – Dracula
- 2001: Klejnot Sahary (Jewel of the Sahara) – kapitan Charles Belamy
- 2001: Attyla (Attila) – Attila
- 2002: The Jury – Johnnie Donne
- 2002: Władcy ognia (Reign of Fire) – Creedy
- 2003: Linia czasu (Timeline) – André Marek
- 2003: Lara Croft Tomb Raider: Kolebka życia (Lara Croft Tomb Raider: The Cradle of Life) – Terry Sheridan
- 2004: Frankie (Dear Frankie) – nieznajomy
- 2004: Upiór w operze (The Phantom of the Opera) – Upiór
- 2005: Beowulf – Droga do sprawiedliwości (Beowulf & Grendel) – Beowulf
- 2005: Gra ich życia (The Game of Their Lives) – Frank Borghi
- 2007: Godziny strachu (Butterfly on a Wheel) – Neil Randall
- 2007: P.S. Kocham cię (P.S. I Love You) – Gerry Kennedy
- 2007: 300 – Leonidas
- 2008: Rock’N’Rolla (RocknRolla) – One Two
- 2008: The Untouchables: Capone Rising – Jimmy Malone
- 2008: Wyspa Nim (Nim's Island) – Jack Rusoe, Alex Rover
- 2009: Gamer – John Tillman
- 2009: Brzydka prawda (The Ugly Truth) – Mike Chadway
- 2009: Tales of the Black Freighter – The Captian (głos)
- 2009: Prawo zemsty (Law Abiding Citizen) – Clyde Shelton
- 2010: Jak wytresować smoka (How to Train Your Dragon) – Stoick the Vast (głos)
- 2010: Dorwać byłą (Bounty Hunter) – Milo Boyd
- 2011: Kaznodzieja z karabinem (Machine Gun Preacher) – Sam Childers
- 2011: Koriolan (Coriolanus) – Tullus Aufidius
- 2012: Trener bardzo osobisty (Playing For Keeps) – George
- 2012: Wysoka fala (Chasing Maverics) – Richard 'Frosty' Hesson
- 2013: Olimp w ogniu (Olympus Has Fallen) – Mike Banning
- 2014: Jak wytresować smoka 2 (How to train your dragon 2) – Stoick the Vast (głos)
- 2016: Bogowie Egiptu (Gods of Egypt) – Set
- 2016: Londyn w ogniu (London Has Fallen) – Mike Banning
- 2017: A Family Man – Dane Jensen
- 2017: Geostorm – Jake Lawson
- 2018: Hunter Killer – Joe Glass
- 2018: Bez śladu (The Vanishing) – James Ducat
- 2018: Skok stulecia (Den of Thieves) - "Big Nick" O'Brien
- 2019: Świat w ogniu (Angel Has Fallen) – Mike Banning
- 2020: All-Star Weekend
- 2020: Greenland – John Garrity
- 2021: Copshop – Viddick
- 2022: Ostatni ślad (Last Seen Alive) – Will Spann
- 2022: Przerwany lot – Brodie Torrance
- 2023: Greenland: Migration – John Garrity
- 2025: Jak wytresować smoka jako Stoik